# While-løkke
En while-løkke er et begreb inden for programmering, som betegner en bestemt type af løkke. Begrebet stammer fra det engelske ord while, som betyder mens/medens, hvilket er fordi løkken gentager sig imens betingelsen er sand. While-løkken bruger man for det meste, når man ikke ved, hvor mange gennemløb man skal have af sine beregninger. Princippet bag en while-løkke er, at operationerne inde i selve løkken skal gennemløbes så længe et vist stop-kriterium er sandt.
En løkke af formen while(true) vil altså være en uendelig løkke medmindre, at løkken brydes på anden vis. Derimod vil while(false) aldrig vil blive gennemløbet. I mange tilfælde er stop-kriteriet et boolsk udtryk, men nogle sprog tillader andre udtryk som for eksempel C der bruger heltal hvor nul svarer til falsk og alle ikke-nul værdier svarer til sandt.

## Eksempel

### Java
Her er et eksempel på, hvordan man i Java kan udskrive alle værdier af i, så længe i² er mindre end hundrede:
```
 
public
 
class
 
WhileTest

 
{

    
public
 
static
 
void
 
main
(
args
[]
 
a
)

    
{

       
int
 
i
 
=
 
1
;

       
while
 
(
i
 
*
 
i
 
<
 
100
)

       
{

          
System
.
out
.
print
(
i
 
+
 
" "
);

          
i
++
;

       
}

    
}

 
}

```

Outputtet for dette program vil således blive:
```
1 2 3 4 5 6 7 8 9
```

### COBOL
```
  * Va
riabeldefinitioner
 
er
 
udeladt

  PROC
EDURE-DIVISION
.

 

  MOVE
 
1 
TO
 
IDX

  COMP
UTE
 
(
 
RES
 
=
 
IDX
 
*
 
IDX
 
)

  PERF
ORM
  
UNTIL
 
RES
 
>=
 
100

     
DISPLAY
 
IDX

     A
DD
 
1 
TO
 
IDX

     C
OMPUTE
 
(
 
RES
 
=
 
IDX
 
*
 
IDX
 
)

  END-
PERFORM

 

  STOP
-
RUN
.

```

I COBOL kan man ikke lave beregninger i en betingelse, så de må laves på forhånd.

### C/C++
```
 
void
 
main
(
void
)

 
{

    
int
 
i
 
=
 
0
;

    
while
 
(
i
 
<=
 
100
)

    
{

       
printf
(
"%d "
,
 
i
);

       
i
++
;

    
}

 
}

```